# K.J. Osborn
Kendrick Osborn (Ypsilanti, Míchigan, 10 de junio de 1997) más conocido como K.J. Osborn, es un jugador profesional estadounidense de fútbol americano que se desempeña en la posición de wide receiver en Minnesota Vikings, equipo de la National Football League (NFL).

## Carrera
Fue seleccionado en la quinta ronda en la Reunión Anual de Selección de Jugadores de la NFL de 2020. Hizo su debut profesional con el equipo Minnesota Vikings, donde lleva jugando cuatro temporadas.